# Cynisca haugi
Espèce
Synonymes
- Amphisbaena haugi Mocquard, 1904

Cynisca haugi est une espèce d'amphisbènes de la famille des Amphisbaenidae.

## Répartition
Cette espèce est endémique du Gabon. 

## Description
Cette espèce de lézard est apode.

## Publication originale
- Mocquard, 1904 : Description de quelques reptiles et d'un batracien nouveaux de la collection du Muséum. Bulletin du Muséum National d'Histoire Naturelle, Paris, vol. 10, n. 26, p. 301-309 (texte intégral).